# 3836-os mellékút (Magyarország)
A 3836-os számú mellékút egy rövid, kevesebb, mint 3 kilométeres hosszúságú, négy számjegyű mellékút Szabolcs-Szatmár-Bereg vármegye középső részén. Korábban a 4-es főút Nyírbogdányon átvezető szakasza volt; azóta visel mellékúti besorolást és önálló útszámozást, amióta a főút e községet elkerülő szakaszát forgalomba helyezték.

## Nyomvonala
A 4-es főútból ágazik ki, annak a 290+300-as kilométerszelvénye közelében, Nyírbogdány déli külterületei között, észak-északkeleti irányban. Mintegy 600 méter után éri el a község első házait, melyek között a Kossuth utca nevet veszi fel. Alig száz méterrel ezután kiágazik belőle észak felé a 3827-es út, mely Kemecsével köti össze a települést; ugyanott keletnek fordul. Nagyjából 1,7 kilométer után éri el a belterület keleti szélét, és alig egy kilométerrel ezután véget is ér, visszatorkollva a 4-es főútba, annak a 292+750-es kilométerszelvénye közelében, Nyírbogdány és Székely határvonalán.
Teljes hossza, az országos közutak térképes nyilvántartását szolgáló kira.kozut.hu adatbázisa szerint 2,709 kilométer.

## Története
1934-ben a kereskedelem- és közlekedésügyi miniszter 70 846/1934. számú rendelete értelmében másodrendű főútként a Berettyóújfalu-Záhony közti 36-es főút része volt. Később a térség főútjait részlegesen átszámozták, ami után a 4-es főút része lett.
A 4-es főút nyírbogdányi elkerülő szakaszát – a főút nyírségi részének néhány más hasonló elkerülőjével együtt – egy 2004-ben megindított beruházási csomag részeként kezdték építeni, 80 százalékos arányú Európai Uniós pályázati támogatással, és 2007 elején jelentették be az átadását. A belterületen átvezető korábbi nyomvonal azt követően kapott mellékúti hátrasorolást, és ezzel együtt önálló útszámot.